# Ibrahima Diédhiou
Ibrahima Diédhiou, est un footballeur international sénégalais, né le 9 octobre 1994 à Tambacounda. Il évolue actuellement à l'EFAFC comme défenseur .il est formé à Aspire Academy

## Biographie

### Carrière internationale
En mai 2014, il est retenu en sélection pour un match amical contre la Colombie.